# Cal Llobet (Biscarri)
Cal Llobet és una masia del terme municipal d'Isona i Conca Dellà situada en el poble de Biscarri, de l'antic terme de Benavent de Tremp. És una de les cases més properes al que es considera nucli actual del poble.
Està situada al sud de Cal Ton de Bàrio, al sud-est de Cal Savina i Cal Borrell, i al nord de Ca l'Abelló. Són les cases que queden al nord-est del petit nucli que fa de centre modern del poble de Biscarri (on hi ha l'església parroquial actual i el local municipal).